# Malik Ambar
Malik Ambar (Harrar, 1549 — Khuldabad, 13 de mayo de 1626) fue un jefe militar (peshwa) durante el sultanato de Ahmednagar, uno de los frágiles sultanatos del Decán.

## Biografía
Nacido en el sultanato de Adel (hoy Etiopía/Somalia, Yibuti); cuando era niño, «Chapu» (como se llamaba originalmente), fue vendido por sus padres por motivos económicos y acabó siendo esclavo en la India. Fue propiedad de Changiz Khan, primer ministro de la corte ahmendnagarí. Al morir, su viuda lo liberó (1594). Más tarde logró crear una pequeña fuerza independiente de unos 150 hombres, que se ofrecieron como tropas mercenarias a los gobernantes locales del Decán. Apoyó al regente Chand Bibi en la defensa de Ahmadnagar contra los ataques de los mogoles usando técnicas de guerrilla. En 1600, su fuerza mercenaria había crecido a más de 1000 hombres, y se convirtió en regente del reino que gobernó hasta su muerte. Veinte años después, comandaba a casi 50 000 soldados. De ellos, unos 40 000 eran guerreros hindúes, en su mayoría marathas, y 10 000 eran esclavos musulmanes procedentes de África Oriental. 
En la siguiente década, Malik Ambar logró victorias significativas contra los mogoles durante el reinado del emperador Jahangir. El ejército mogol fue dirigido por el hijo de Jahangir, futuro Shah Jahan, que se había rebelado contra su padre en 1624 y buscó el apoyo de su antiguo enemigo. Es probable que Hashim, el autor del retrato naturalista a la izquierda, fuera enviado con el enviado de Shah Jahan y pintado al gobernante de primera mano.
Malik Ambar también luchó contra los europeos (portugueses).